# Maid of Salem

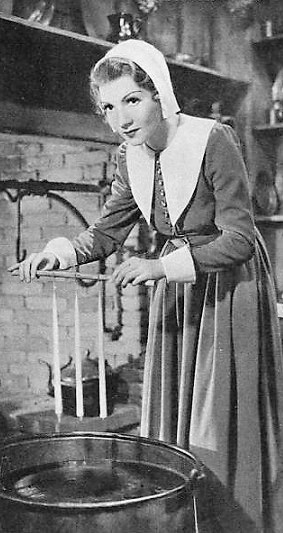
Claudette Colbert en un fotograma de la pel·lícula.

 Maid of Salem és una pel·lícula estatunidenca dirigida per Frank Lloyd, estrenada el 1937.

## Argument
Joves amants xoquen amb la societat repressiva dels ancians de Salem, que estan implicats en caceres de bruixes al segle xvii a Massachusetts.

## Repartiment
- Claudette Colbert: Barbara Clarke
- Fred MacMurray: Roger Coverman
- Harvey Stephens: Dr. John Harding
- Gale Sondergaard: Martha Harding
- Louise Dresser: Ellen Clarke
- Benny Bartlett: Timothy Clarke
- Edward Ellis: Elder Goode
- Beulah Bondi: Abigail Goode
- Bonita Granville: Ann Goode
- Virginia Weidler: Nabby Goode
- Donald Meek: Ezra Cheeves
- E.E. Clive: Bilge
- Halliwell Hobbes: Jeremiah
- Lionel Belmore: Taverner